# سوزان فينيمور كوبر
سوزان فينيمور كوبر (بالإنجليزية: Susan Fenimore Cooper)‏ (17 أبريل 1813، سكيرديل في الولايات المتحدة - 31 ديسمبر 1894، كوبرستاون في الولايات المتحدة)؛كاتِبة وروائية أمريكية.

## روابط خارجية
- سوزان فينيمور كوبر على موقع الموسوعة البريطانية (الإنجليزية)